# Hjärtslag (Sara Zacharias)
Hjärtslag är Sara Zacharias tredje studioalbum och släpptes den 3 oktober 2019.

## Låtlista
| Nr           | Titel                             | Längd |
| ------------ | --------------------------------- | ----- |
| 1.           | Hjärtslag                         | 3:22  |
| 2.           | Kalifornien (Tomas Andersson Wij) | 3:39  |
| 3.           | Dalarö                            | 3:00  |
| 4.           | Det finns ljus                    | 3:36  |
| 5.           | Superhjältinna                    | 3:27  |
| 6.           | Du behöver inte veta allt om mig  | 3:21  |
| Total längd: | Total längd:                      | 20:25 |